# Lista de municípios de Mato Grosso do Sul por índice de Gini
Listagem dos municípios de Mato Grosso do Sul por Coeficiente de Gini em 2003.
O Coeficiente de Gini é utilizado para calcular a desigualdade de distribuição de renda. Ele consiste em um número entre 0 e 1, onde 0 corresponde à completa igualdade de renda  (onde todos têm a mesma renda) e 1 corresponde à completa desigualdade (onde uma pessoa tem toda a renda, e as demais nada têm). O índice de Gini é o coeficiente expresso em pontos percentuais (é igual ao coeficiente multiplicado por 100).
| Posição | Município                | Indice Gini |
| ------- | ------------------------ | ----------- |
| 1       | Alcinópolis              | 0.400       |
|         | Costa Rica               | 0.400       |
|         | Jaraguari                | 0.400       |
| 4       | Água Clara               | 0.410       |
|         | Angélica                 | 0.410       |
|         | Bandeirantes             | 0.410       |
|         | Caracol                  | 0.410       |
|         | Chapadão do Sul          | 0.410       |
|         | Corguinho                | 0.410       |
|         | Novo Horizonte do Sul    | 0.410       |
|         | Rochedo                  | 0.410       |
| 12      | Aral Moreira             | 0.420       |
|         | Dois Irmãos do Buriti    | 0.420       |
|         | Batayporã                | 0.420       |
|         | Coronel Sapucaia         | 0.420       |
|         | Douradina                | 0.420       |
|         | Ivinhema                 | 0.420       |
|         | Jateí                    | 0.420       |
|         | Juti                     | 0.420       |
|         | Laguna Carapã            | 0.420       |
|         | Rio Negro                | 0.420       |
|         | Santa Rita do Pardo      | 0.420       |
|         | Selvíria                 | 0.420       |
|         | Sete Quedas              | 0.420       |
|         | Tacuru                   | 0.420       |
| 26      | Anaurilândia             | 0.430       |
|         | Antônio João             | 0.430       |
|         | Bodoquena                | 0.430       |
|         | Brasilândia              | 0.430       |
|         | Caarapó                  | 0.430       |
|         | Camapuã                  | 0.430       |
|         | Deodápolis               | 0.430       |
|         | Eldorado                 | 0.430       |
|         | Inocência                | 0.430       |
|         | Itaquiraí                | 0.430       |
|         | Japorã                   | 0.430       |
|         | Nova Alvorada do Sul     | 0.430       |
|         | Paranhos                 | 0.430       |
|         | Ribas do Rio Pardo       | 0.430       |
|         | Sidrolândia              | 0.430       |
|         | Sonora                   | 0.430       |
|         | Terenos                  | 0.430       |
| 43      | Anastácio                | 0.440       |
|         | Cassilândia              | 0.440       |
|         | Glória de Dourados       | 0.440       |
|         | Guia Lopes da Laguna     | 0.440       |
|         | Iguatemi                 | 0.440       |
|         | Itaporã                  | 0.440       |
|         | Maracaju                 | 0.440       |
|         | Mundo Novo               | 0.440       |
|         | Nioaque                  | 0.440       |
|         | Nova Andradina           | 0.440       |
|         | Ponta Porã               | 0.440       |
|         | Rio Verde de Mato Grosso | 0.440       |
|         | São Gabriel do Oeste     | 0.440       |
|         | Taquarussu               | 0.440       |
|         | Vicentina                | 0.440       |
| 58      | Amambai                  | 0.450       |
|         | Aparecida do Taboado     | 0.450       |
|         | Bataguassu               | 0.450       |
|         | Bela Vista               | 0.450       |
|         | Bonito                   | 0.450       |
|         | Fátima do Sul            | 0.450       |
|         | Miranda                  | 0.450       |
|         | Naviraí                  | 0.450       |
|         | Paranaíba                | 0.450       |
|         | Pedro Gomes              | 0.450       |
|         | Rio Brilhante            | 0.450       |
| 69      | Campo Grande             | 0.460       |
|         | Dourados                 | 0.460       |
|         | Jardim                   | 0.460       |
|         | Três Lagoas              | 0.460       |
| 73      | Coxim                    | 0.470       |
|         | Ladário                  | 0.470       |
|         | Porto Murtinho           | 0.470       |
| 76      | Aquidauana               | 0.480       |
| 77      | Corumbá                  | 0.490       |
| --      | Figueirão                | si          |
| --      | Paraíso das Águas        | si          |